# 阿普蘭茲帕克 (密蘇里州)
阿普蘭茲帕克（英語：Uplands Park）是位於美國密蘇里州聖路易斯縣的村。

## 人口
根據2020年美國人口普查的數據，阿普蘭茲帕克的面積為0.17平方千米，皆為陸地。當地共有人口312人，而人口密度為每平方千米1,835人。